# Horacio Hernandez
Horacio "El Negro" Hernandez (născut pe 24 aprilie 1963 în Havana, Cuba) este un renumit baterist și percuționist cubanez.